# Battenberg cake
Il Battenberg cake è un dolce di tipo cake tipico della Gran Bretagna.

## Origine e descrizione
Si narra sia stato creato nel 1884, per le nozze tra Vittoria d'Assia, nipote della regina Vittoria, e il principe Luigi di Battenberg, nonno materno del principe Filippo, duca di Edimburgo .
I due impasti vengono uniti fra loro con della confettura di albicocche, alternando i colori, infine viene chiuso nel marzapane e fatto compattare in frigo. Dolce molto caratteristico, che attira subito l'attenzione per il suo aspetto cromatico, solitamente viene utilizzato per accompagnare il tè.